# Kai Nyborg
Kai Nyborg, né le 6 avril 1922 et mort le 22 avril 2008, est une personnalité politique danoise.